# Tisqueriídeos
Tisqueriídeos (Tischeriidae) é uma família de insectos da ordem Lepidoptera.